# Jurua monachina
Jurua monachina là một loài bọ cánh cứng trong họ Cerambycidae.